# Live from Milan (Mr. Big)
Live from Milan è un doppio album dal vivo del gruppo musicale statunitense Mr. Big, pubblicato il 13 luglio 2018 dalla Frontiers Records.
Il concerto è stato uno degli ultimi con Pat Torpey, che seppur debilitato dalla malattia di Parkinson, si alterna alla batteria in alcuni brani con Matt Starr.

## Tracce
Disco 1
1. Daddy, Brother, Lover, Little Boy – 4:06
2. American Beauty – 3:58
3. Undertow – 5:18
4. Alive and Kickin' – 5:34
5. Temperamental – 5:25
6. Just Take My Heart – 4:36
7. Take Cover – 5:00
8. Green-Tinted Sixties Mind – 3:55
9. Everybody Needs a Little Trouble – 3:58
10. Price You Gotta Pay – 4:45
11. Paul's Solo – 7:31
12. Open Your Eyes – 5:33
13. Wild World (cover di Cat Stevens) – 3:50
14. Damn I'm in Love Again – 3:04

Disco 2
1. Rock & Roll Over – 4:17
2. Around the World – 3:48
3. Billy's Solo – 5:01
4. Addicted to That Rush – 10:00
5. To Be with You – 4:21
6. 1992 – 5:15
7. Colorado Bulldog – 5:03
8. Defying Gravity – 7:38

## Formazione
- Eric Martin – voce, chitarra acustica
- Paul Gilbert – chitarra, cori
- Billy Sheehan – basso, cori
- Matt Star – batteria, cori
- Pat Torpey – batteria, percussioni, cori